# Capacidad de memoria
En psicología y neurociencia, el período de memoria es la lista más larga de elementos que una persona puede repetir en el orden correcto inmediatamente después de la presentación en el 50% de todos los ensayos. Los artículos pueden incluir palabras, números o letras. La tarea se conoce como intervalo de dígitos cuando se usan números. El lapso de memoria es una medida común de la memoria a corto plazo. También es un componente de las pruebas de capacidad cognitiva, como el WAIS. El intervalo de memoria hacia atrás es una variación más desafiante que implica recuperar elementos en orden inverso.

## Como aspecto funcional
Funcionalmente, la capacidad de memoria es medir el número de unidades discretas sobre las cuales el individuo puede distribuir su atención sucesivamente y aun así organizarlas en una unidad de trabajo. Para generalizar, se refiere a la capacidad de un individuo para reproducir inmediatamente, después de una presentación, una serie de estímulos discretos en su orden original.
Los experimentos en el período de memoria han encontrado que cuanto más familiarizada está una persona con el tipo de tema que se le presenta, más lo recordarán en un entorno novedoso. Por ejemplo, una persona recordará mejor una secuencia en su primer idioma que su segundo idioma; una persona también recordará una secuencia de palabras mejor que una secuencia de sílabas sin sentido.
Según una teoría de Alan Baddeley y Graham Hitch, la memoria de trabajo está bajo la influencia de tres mecanismos clave: el bloc de notas visoespacial, el ejecutivo central y el bucle fonológico. Un mecanismo llamado el búfer episódico se agregó más tarde al modelo. El bucle fonológico es el mecanismo que facilita el aprendizaje y la memoria al almacenar información (en el bucle articulatorio) y refrescarla o ensayarla en nuestra memoria (en el almacén acústico). El efecto de similitud fonológica es cuando los elementos en una lista tienen características similares (por ejemplo, un sonido similar), son más difíciles de recordar. Del mismo modo, cuanto más diferentes sean los elementos de una lista, más fácil será recuperarlos. Las tareas de duración de la memoria desde la formulación de la teoría de Baddeley y Hitch han sido útiles como soporte para el bucle fonológico como parte de la memoria de trabajo.

## Como aspecto estructural
Es difícil dar una definición estructural de la duración de la memoria, ya que una se enfrenta de inmediato a las distinciones entre los requisitos previos para la duración de la memoria y los procesos reales involucrados. Se requiere "asociatividad" en el intervalo de memoria. Este término se refiere a la capacidad del sujeto para agrupar la serie de elementos: percibir las relaciones entre las series para reproducirlas mejor. Otro proceso involucrado en el intervalo de memoria es el de las imágenes El sujeto, para poder reproducir la serie presentada, debe ser capaz de visualizar la serie. La reproducción real de la serie de estímulos implica el proceso de la memoria. Si el individuo no posee memoria alguna, la reproducción de la serie sería imposible. También se sabe que la capacidad de memoria y la memoria son diferentes en el tiempo durante el cual es posible la reproducción. La duración de la memoria es transitoria; la memoria es bastante permanente. Además, la cantidad de material involucrado en la duración de la memoria es generalmente muy menos que la cantidad de material involucrado en la memoria. La reproducción de la serie también involucra ciertos otros "factores de reproducción", como la habilidad del lenguaje y la habilidad aritmética.

## Retención de dígitos
Se utiliza una tarea de intervalo de dígitos para medir la capacidad de almacenamiento de números de la memoria de trabajo. Los participantes ven o escuchan una secuencia de dígitos numéricos y tienen la tarea de recordar la secuencia correctamente, con secuencias cada vez más largas que se prueban en cada prueba. El intervalo del participante es el número más largo de dígitos secuenciales que se pueden recordar con precisión. Las tareas de intervalo de dígitos pueden asignarse hacia adelante o hacia atrás, lo que significa que una vez que se presenta la secuencia, se le pide al participante que recuerde la secuencia en orden normal o inverso. Las tareas de intervalo de dígitos son las pruebas más utilizadas para la memoria, en parte porque el rendimiento en una tarea de intervalo de dígitos no puede verse afectado por factores como la semántica, la frecuencia de aparición en la vida diaria, la complejidad, etc.
La memoria de trabajo verbal está involucrada en muchas tareas diarias, como recordar el número de teléfono de un amigo mientras se ingresa en un teléfono y comprender oraciones largas y difíciles. [Cita necesaria] La memoria de trabajo verbal también se considera uno de los elementos que subyacen a la inteligencia (a menudo denominado "coeficiente intelectual", que significa "cociente de inteligencia"); por lo tanto, la tarea de intervalo de dígitos es un componente común de muchas pruebas de CI, incluida la ampliamente utilizada Escala de Inteligencia para Adultos de Wechsler (WAIS). El desempeño en la tarea de intervalo de dígitos también está estrechamente vinculado a las habilidades de aprendizaje de idiomas; por lo tanto, mejorar las capacidades de la memoria verbal puede ayudar a dominar un nuevo idioma.

## Factores
Hay una serie de factores que afectan la capacidad de memoria. Algunos de los factores son extrínsecos o están presentes en la situación de prueba en sí. Estos factores, si no se controlan con cuidado, hacen que la prueba de intervalo de memoria sea estadísticamente poco confiable. Si bien se ha reconocido la existencia de muchos de estos factores, todavía no se han realizado estudios extensos sobre su importancia. Algunos de estos factores extrínsecos incluyen la agrupación de estímulos, la agrupación de respuestas, la tasa de presentación y la compatibilidad S-R.
Otros factores son intrínsecos en el individuo, y son estos factores los que constituyen la base del "verdadero" lapso de memoria. Aunque numerosos factores afectan la capacidad de memoria, la prueba muestra una confiabilidad sorprendentemente alta. Los resultados obtenidos por diferentes investigadores muestran que los coeficientes de confiabilidad para la capacidad de memoria son bastante altos. [cita requerida]

### Factores extrínsecos
1. Características de los materiales utilizados: si el material está íntimamente relacionado, se reproducirá más fácilmente que si no está relacionado. Esta relación del material se denomina "coeficiente de asociatividad".[13] Por ejemplo, en las tareas de palabras extendidas si las palabras presentadas son fonológicamente similares, se obtiene un intervalo menor que si la tarea usa palabras fonológicamente diferentes.[14]
2. Adición de elementos no objetivo: la adición de estímulos irrelevantes entre estímulos objetivo reduce el rendimiento en las tareas de la capacidad de memoria. Si el estímulo irrelevante es una sílaba repetida (es decir, ba, ba, ba), el intervalo se reduce (efecto de supresión articulatoria)[14]
3. Ritmo de presentación: estrechamente relacionado con el problema de presentar los estímulos en grupos, está la presentación de los estímulos de manera rítmica. La mayoría de los investigadores señalan que los estímulos utilizados en la prueba de la capacidad de memoria deben presentarse con el menor ritmo posible. El efecto del ritmo es agrupar las unidades en la serie, lo que nuevamente permite al individuo asegurar un tramo más alto que el "verdadero". [citation needed]
4. Tasa de presentación: la velocidad con la que se presentan los estímulos tiene un efecto en la puntuación de la duración de la memoria. Cuando se escuchan estímulos auditivos, el impacto de la velocidad está mediado por si el sujeto está escuchando de forma activa o pasiva. Los oyentes activos puntúan mejor con la presentación de estímulos más rápidos. Los oyentes pasivos obtienen mejores puntajes a medida que aumenta el tiempo.[15]
5. Modalidad de presentación: los estudios han demostrado un aumento constante en el espacio de memoria para las listas presentadas auditivamente sobre las presentadas visualmente.[16] Esto se puede ver en el desempeño de las tareas de memoria de los lenguajes con signo, que generalmente producen intervalos más bajos que los idiomas hablados.[17]
6. Tiempo requerido para vocalizar las respuestas: el espacio de memoria es aproximadamente igual al número de elementos que un individuo puede articular en dos segundos.[18] Teniendo esto en cuenta, la capacidad de memoria es siempre más alta para palabras cortas que para palabras largas.[19] Este factor ayuda a tener en cuenta las diferencias lingüísticas cruzadas en las tareas de intervalo de memoria de dígitos.[20]
7. Método de puntuación de las respuestas: el método de puntuación de las respuestas también tiene un efecto sobre la capacidad de memoria percibida del individuo. Las variaciones en la puntuación son comunes y se deben considerar al observar los datos.
8. Distracción: la interferencia afecta negativamente el rendimiento en las tareas de la memoria. Dado que la distracción es más difícil de ignorar a una edad temprana, es posible que la interferencia tenga un papel en las diferencias de puntajes según la edad.[21]

### Factores intrínsecos
Hay ciertos factores intrínsecos específicos de cada individuo que pueden afectar la extensión o la duración de la memoria de trabajo.
Edad
La edad de un individuo afecta su capacidad de memoria de trabajo. Cuando un individuo se desarrolla durante la infancia y la adolescencia, la capacidad de memoria mejora con la edad. Una vez que se alcanza la edad adulta, el lapso de la memoria disminuye lentamente a medida que un individuo avanza hacia la vejez. La disminución en el espacio de memoria con la vejez se ha asociado con una disminución del almacenamiento y procesamiento de la memoria de trabajo, y la diferencia de edad en la memoria de trabajo aumenta a medida que las tareas de memoria realizadas se hacen más difíciles. En general, la disminución de la memoria de trabajo y las tareas de la memoria en la vejez se atribuyen a una disminución en el control cognitivo general. Uno de los aspectos clave de la memoria de trabajo es la capacidad de inhibir las distracciones y concentrarse en las señales de estímulo, por lo que a medida que la persona envejece, estas habilidades disminuyen, lo que reduce la memoria.
Practica de musica
El entrenamiento musical mejora la capacidad de la memoria verbal, pero no hay consenso entre los investigadores si mejora la capacidad de la memoria de trabajo visual. Cuanto más entrenamiento recibió, mejor fue la mejora de la memoria. Los niños en edad preescolar que recibieron entrenamiento musical a corto plazo mostraron una mejoría en su función ejecutiva y en su capacidad de memoria verbal. Los niños de sesenta y ochenta y cinco años que recibieron clases de piano mostraron una disminución de la disminución de la memoria basada en la edad, así como una mejor función ejecutiva y memoria de trabajo. Los músicos también tienen un rendimiento significativamente mejor en la prueba de intervalo de ritmo (cuyos resultados se correlacionan significativamente con los resultados de la prueba de intervalo de dígitos). Los músicos se desempeñan mejor en las tareas de la memoria basada en el tono verbal que los no músicos; sin embargo, no se desempeñan mejor que los que no son músicos si los tonos en una tarea verbal se encuentran en varias palabras.

## El procedimiento de lapso de memoria
En una prueba típica de la duración de la memoria, una lista de números o letras al azar se lee en voz alta o se presenta en una pantalla de computadora a una velocidad de uno por segundo. La prueba comienza con dos o tres números, aumentando hasta que la persona comete errores. Deben evitarse los patrones reconocibles (por ejemplo, 2, 4, 6, 8). Al final de una secuencia, se le pide a la persona que está siendo examinada que recuerde los elementos en orden. El intervalo de dígitos promedio para adultos normales sin error es siete más o menos dos. Sin embargo, la capacidad de memoria se puede ampliar dramáticamente, en un caso a 80 dígitos, al aprender un sofisticado sistema mnemotécnico de reglas de recodificación mediante el cual las subcadenas de 5 a 10 dígitos se traducen en una nueva porción. En diciembre de 2015, Lance Tschirhart ingresó en el Libro Guinness de los Récords Mundiales para memorizar una secuencia de 456 dígitos hablados en voz alta a una tasa por segundo en el Campeonato Mundial de la Memoria en Chengdu, China.
En una tarea de división de dígitos hacia atrás, el procedimiento es prácticamente el mismo, excepto que a los sujetos que se están probando se les pide que recuerden los dígitos en orden hacia atrás (por ejemplo, si se presentan con la siguiente cadena de números "1 5 9 2 3," se le pedirá que recupere los dígitos en orden inverso; en el caso, la respuesta correcta sería "3 2 9 5 1").
Otras pruebas de intervalo de memoria se centran tanto en una tarea de procesamiento como en una tarea de almacenamiento de memoria. En general, la tarea implica alternar entre una tarea que requiere procesamiento mental y cognición, y una palabra o dígito que se debe memorizar. Por ejemplo, la pregunta de procesamiento puede implicar que el participante verifique si un problema aritmético es correcto, o leer una oración y responder una pregunta de comprensión sobre su significado. Entonces se le presentará al participante una palabra para memorizar, antes de pasar a la siguiente pregunta de procesamiento. Cuando se complete el ejercicio, el participante intentará recordar tantas palabras como sea posible. Cuando Daneman y Carpenter investigaron este método en 1980, encontraron una fuerte correlación entre el número de palabras memorizadas y el rendimiento de comprensión de las preguntas de procesamiento. En otras palabras, aquellos que obtuvieron un alto puntaje de memoria y pudieron recordar muchas de las palabras también obtuvieron buenos resultados en las preguntas de procesamiento.

## De un tramo simple a un tramo complejo
Las investigaciones realizadas en la década de 1970 demostraron que la memoria con dígitos y palabras solo se relaciona débilmente con el desempeño en tareas cognitivas complejas, como la comprensión de textos, que se supone que dependen de la memoria a corto plazo. Esto cuestionó la interpretación de la capacidad de la memoria como una medida de la capacidad de una memoria central a corto plazo o memoria de trabajo. Daneman y Carpenter introdujeron una versión extendida de la tarea de lapso de memoria que llamaron lapso de lectura.
La tarea de intervalo de lectura fue la primera instancia de la familia de tareas de intervalo complejas, que difieren de las tareas de intervalo simple tradicionales al agregar una demanda de procesamiento al requisito de recordar una lista de elementos. En tareas de intervalo complejo, la codificación de los elementos de memoria (por ejemplo, palabras) se alterna con episodios de procesamiento breve (por ejemplo, lectura de oraciones). Por ejemplo, la tarea de intervalo de operación combina la verificación de breves ecuaciones matemáticas como "2 + 6/2 = 5?" con memoria para una palabra o letra que sigue inmediatamente después de cada ecuación. También se ha demostrado que las tareas de complejidad se relacionan estrechamente con muchos otros aspectos del rendimiento cognitivo complejo, además de la comprensión del lenguaje, entre otras cosas, con medidas de inteligencia fluida.

## El papel de la interferencia
Existe la posibilidad de que la susceptibilidad a la interferencia proactiva (PI) afecte el rendimiento en las medidas de intervalo de memoria. Para los adultos mayores, las estimaciones de amplitud aumentaron con cada manipulación reductora de PI; para los adultos más jóvenes, las puntuaciones aumentaron cuando se combinaron múltiples manipulaciones de PI o cuando se usaron manipulaciones reductoras de PI en paradigmas en los que la PI dentro de la tarea era especialmente alta. Se sugiere que el PI influye de manera crítica en el rendimiento del intervalo. Podría existir la posibilidad de que la propensión a la interferencia pueda influir en los comportamientos cognitivos que antes se pensaba que estaban regidos por la capacidad.
Los procedimientos de reducción de PI actuaron para mejorar las puntuaciones de rango en muchos casos. El impacto de la PI es mayor para los adultos mayores que para los adultos más jóvenes. Los adultos mayores mostraron un rendimiento relativamente bajo en el lapso cuando el PI fue máximo. Por el contrario, los adultos más jóvenes mejoraron solo cuando se combinaron las reducciones de PI, lo que sugiere que son relativamente resistentes a la PI. El hecho de que PI contribuya a ampliar el rendimiento plantea una serie de posibilidades interesantes con respecto a suposiciones anteriores basadas en el rendimiento de la memoria. Las tareas de la memoria de trabajo pueden medir la propensión a la interferencia además de la capacidad tanto para adultos mayores como para los más jóvenes, lo que sugiere que la resistencia a la interferencia también puede afectar el rendimiento en muchas tareas cognitivas. De hecho, otros estudios muestran que las diferencias individuales en la susceptibilidad a la PI predicen los puntajes en las pruebas de rendimiento estándar.